# Bever-Block

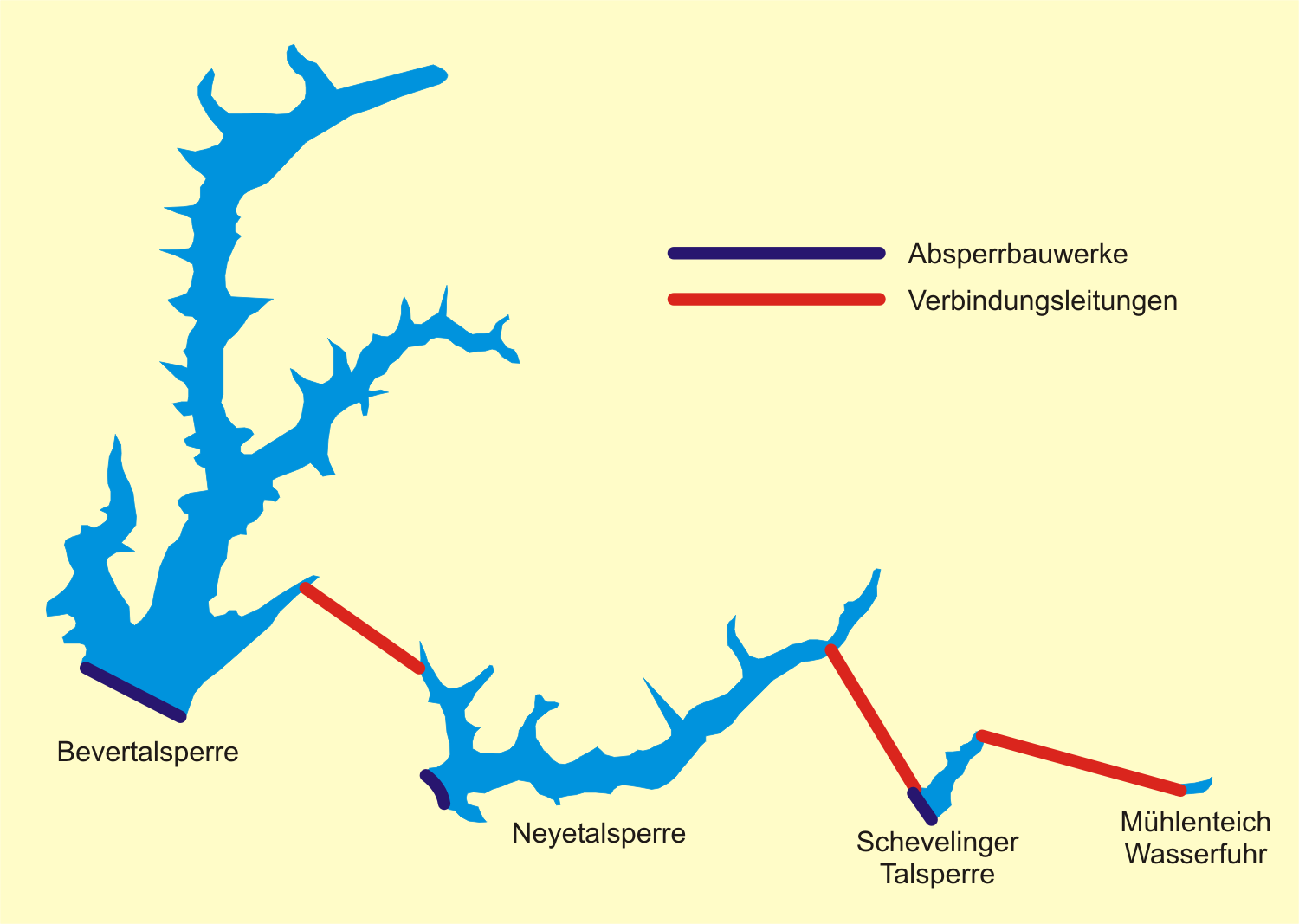
Schematische Darstellung des Bever-Blocks

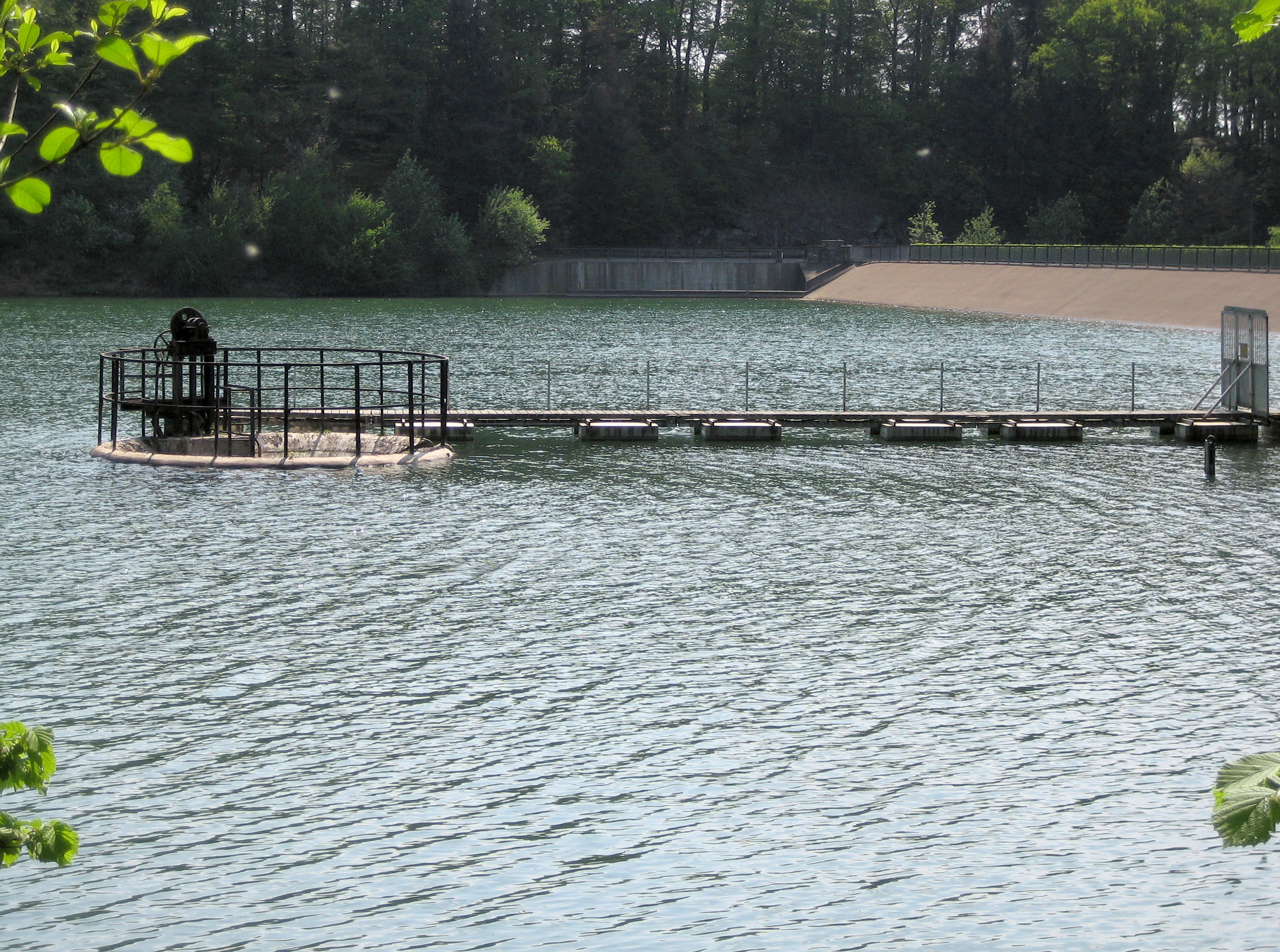
Überlauftrichter nahe dem Damm der Schevelingertalsperre als Einlaufbauwerk in den Verbindungsstollen zur Neyetalsperre. Die eigentliche Hochwasserentlastung der Talsperre ist auf dem Bildhintergrund, linke Dammseite, zu erkennen.

Der Bever-Block ist ein Zusammenschluss von mehreren Stauanlagen im Oberbergischen Kreis in Nordrhein-Westfalen.

## Geographie
Alle in den Bever-Block integrierten Stauanlagen befinden sich im Oberbergischen Kreis, einer Teilregion des Oberbergischen Landes, im Süden von Nordrhein-Westfalen. Die Gewässer liegen innerhalb eines theoretischen Vierecks, dessen Eckpunkte durch die Ortschaften Radevormwald im Nordwesten, Kupferberg (Wipperfürth) im Nordosten, Hückeswagen im Südwesten und Wipperfürth im Südosten gebildet werden.

## Gewässer
Zum Bever-Block-Verbund zählen folgende Gewässer:
- Bevertalsperre
- Neyetalsperre
- Schevelingertalsperre
- Mühlenteich Wasserfuhr

## Wassereinzugsgebiete
| Gewässer               | Wassereinzugsgebiet |
| ---------------------- | ------------------- |
| Bevertalsperre         | 25,7 km²            |
| Neyetalsperre          | 11,6 km²            |
| Schevelinger Bach      | 1,6 km²             |
| Mühlenteich Wasserfuhr | 7,5 km²             |
| Gesamt                 | 46,4 km²            |

## Funktion und Nutzen
Die Bevertalsperre ist durch ein Stollensystem mit der benachbarten Neyetalsperre, der Schevelinger Talsperre und dem Mühlenteich Wasserfuhr, welcher den Hönnigebach aufstaut, verbunden. Der Nutzen dieser Vernetzung liegt in der Erweiterung des Einzugsgebietes für Bevertalsperre, mit dem Hintergrund, überschüssiges Wasser der kleineren Talsperren an die sehr viel größere Bevertalsperre abzugeben, damit es von dort aus kontrolliert und bedarfsgerecht der Wupper zugeführt werden kann. Hierzu leitet, dem Kaskadenprinzip entsprechend, der Mühlenteich Wasserfuhr überschüssiges Wasser an die Schevelinger Talsperre. Diese übernimmt die Aufgabe eines Sedimentationsbeckens für den Schevelinger Bach sowie für das zugeführte Wasser aus dem Mühlenteich Wasserfuhr. Von der Schevelinger Talsperre gelangt wiederum überschüssiges, durch Sedimentation weitestgehend von Schwebstoffen befreites Wasser in die Neyetalsperre und von dort aus letztendlich in die Bevertalsperre.